# Cesar Košo
Cesar Košo (孝昭天皇 "Košo-tenno"), znan tudi kot "Mimacuhikokaešine no Mikoto (観松彦香殖稲天皇)" je bil peti japonski cesar v skladu s tradicionalnim nasledstvom. Njegovemu življenju ne moremo s sigurnostjo pripisati datumov, po dogovoru je vladal med leti 475 in 393 pr. n. št. proti koncu Obdobja Džomon, lahko pa da je živel v zgodnjem prvem stoletju.

## Legenda
Sodobni strokovnjaki so postavili pod vprašaj obstoj vsaj prvih devetih cesarjev; Košojev potomec cesar Sudžin je prvi, za katerega sklepajo, da je dejansko obstajal. Ime Košo-tenno mu je bilo dodeljeno posmrtno v času cesarja Kanmuja. Zgodovinarji ga obravnavajo kot "legendarno osebnost", saj so podatki o njegovem življenju redki in pogosto nezanesljivi. Šele vladavini cesarja Kinmeja v 6. stoletju lahko pripišemo preverljive datume, imena in časi vladanja zgodnjih cesarjev so bili potrjeni kot tradicionalni v času cesarja Kanmuja, 50. vladarja dinastije Jamato. V Kodžikiju in Nihon Šokiju sta zabeležena samo njegovo ime in rodoslovje. Bil naj bi najstarejši sin cesarja Itokuja in princese Amanotojotocu, vnukinje kami Okišimimi.
Trenutno ima kljub pomanjkanju dokazov o obstoju lastno cesarsko posvečeno svetišče (misasagi) z mavzolejem v Goseju, imenovano Vaki-no-kami no Hakata no jama no e no misasagi. Uvrščajo ga kot četrtega med osmimi nedokumentiranimi cesarji (欠史八代 "Kešši-hačidaj"), za katere ne poznamo legend, povezanih z njihovimi življenji.
Džien je dokumentiral, da je vladal iz palače Ikekokoro-no-mija pri Vaki-no-kamiju, del kasnejše province Jamato. Bil je šele drugi ali tretji sin cesarja Anneja, razlogov za njegovo zasedbo prestola pa ni navedenih. Njegovo posmrtno ime pomeni "utelešenje nabožnosti". Ni dvoma, da je ime kitajsko po obliki in budistično po implikaciji, kar nakazuje, da je bilo pridano stoletja kasneje, v času, ko so bile v Kodžiki zapisane legende o dinastiji Jamato.